# Rhamnophis
Rhamnophis — рід отруйних змій родини полозових (Colubridae). Представники цього роду мешкають в Африці на південь від Сахари.

## Види
Рід Rhamnophis нараховує 2 види:
- Rhamnophis aethiopissa Günther, 1862
- Rhamnophis batesii (Boulenger, 1908)

## Етимологія
Наукова назва роду Rhamnophis походить від сполучення слів дав.-гр. ῥαμνος — колючий чагарник і οφις — змія.